# Пембертон, Стив
Сти́в Пе́мбертон (англ. Steve Pemberton; род. 1 сентября 1967, Блэкберн, Ланкашир) — британский актёр театра, кино и телевидения, комик и сценарист, участник комедийной труппы «Лига джентльменов» наряду с Марком Гэйтиссом, Рисом Ширсмитом и Джереми Дайсоном. Лауреат премии British Academy Television Awards 2019 года в номинации «Лучший комедийный актёр».
Наиболее его известные работы — ситком «Лига джентльменов», сериалы, сделанные совместно с Рисом Ширсмитом — «Психовилль» и «Внутри девятого номера» и одна из главных ролей в сериале ITV «Уайтчепел».

## Биография
Родился Блэкберне, графство Ланкашир. В раннем детстве его семья перебралась в соседний город Чорли, где он учился в школе St. Michael’s CE High School. Там и проявился его актёрский талант, когда он участвовал в театральных постановках. После школы отучился в Runshaw College, а затем поступил в колледж Бреттон Холл (расформирован в 2007 году), где получил степень бакалавра искусств (с отличием).
В Бреттон Холле познакомился с Марком Гэйтиссом и Рисом Ширсмитом, которые позже вместе с Джереми Дайсоном (который, в отличие от других участников, получил образование в Northern Film School) основали комедийный квартет «Лига Джентльменов».

## Карьера
Актёрская и сценарная карьера Пембертона началась с работы в жанре экспериментального театра. Был одним из членов-учредителей компании «606 Theatre», где играл в пьесах. С 1991 по 1998 года работал в издании «Variety», где был помощником редактора «International Film Guide», а также был автором ежегодного альманаха журнала «Variety» за 1996 год. В 1994 году он вместе с Марком Гэйтиссом, Рисом Ширсмитом и Джереми Дайсоном объединились в квартет «Лига джентльменов» и начали свою карьеру, выступая в маленьких кафе и театрах.
В 1997 команда стала лауреатом Perrier Awards в рамках Эдинбургского Фринджа, после которого коллективу предложили записать свой радиосериал на BBC Radio 4 «On the Town with the League of Gentlemen», который также был отмечен наградами. Слава комик-группы росла, а настоящим прорывом стал сериал «Лига Джентльменов». Самыми известными персонажами Стива в сериале можно назвать Таббс Таттсирап, хозяйку «Местного Магазина» наряду с её мужем Эдвардом (Рис Ширсмит), стервозную сотрудницу центра соискателей «Job Centre» Полин Кэмпбелл-Джонс, а также немца-гомосексуала, герра Вольфа Липпа.
После завершения сериала Стива начали приглашать на эпизодические и гостевые роли в сериалах и фильмах. Значимых ролей у него не было до 2007 года, пока его не пригласили сыграть одного из постоянных персонажей в популярном комедийном сериале «Бенидорм» (в русской локализации «Всё включено»). Он играл в нём с первого по седьмой сезоны (2007—2015) и даже выступил сценаристом пятого сезона. Вторую заметную роль он исполнил в детективном сериале «Уайтчепел» (в русском переводе есть варианты «Жестокие тайны Лондона» и «Современный потрошитель»). Его персонаж — Эдвард Бакэн, специалист по Джеку Потрошителю, так называемый «потрошителевед».
В 2009 году он объединился со своим коллегой по «Лиге Джентльменов» и лучшим другом Рисом Ширсмитом, чтобы создать новый ситком в традициях классического чёрного юмора и психологического триллера. Так, в 2009 году на экранах BBC Two стартовал сериал «Психовилль». Сериал получил восторженные отзывы критиков и несколько наград, но закрылся на втором сезоне по причине низких рейтингов.
В 2014 году вышел второй совместный проект Пембертона и Ширсмита, сериал-антология «Внутри девятого номера» . Каждый эпизод (длится он в среднем 28-30 минут) представляет собой отдельную историю с новыми персонажами и местом действия. Объединяющей является лишь цифра 9, обычно ей отмечается какое-либо жилое помещение. Концепцию шоу Рис и Стив позаимствовали из 4-го эпизода первого сезона «Психовилля», где все действия происходили в одной единственной комнате. Сериал насчитывает уже 8 сезонов, а девятый, который, предположительно, выйдет в 2024 году, станет для проекта последним.

## Личная жизнь
Стив живёт в Северном Лондоне, с 1990-х годов состоит в отношениях с Элисон Роулз. У них трое детей: сыновья Лукас и Адам и дочь Мэйделин.
Является поклонником футбольного клуба Blackburn Rovers.

## Фильмография
- «Лига джентльменов» (1994)
- Психовилль (2009)
- Уайтчепел (2009—2013)
- Опочтарение (2010)
- «Внутри девятого номера» (2014)
- «Happy Valley»
- Британия (2019) — Клавдий
- Убивая Еву (2018 - 2022)

## Награды
- 1997 — «Edinburgh Comedy Awards» for The League of Gentlemen
- 2000 — BAFTA в номинации «Лучшее комедийное шоу или сериал» «Лига Джентльменов»
- 2001 — Премия NME Awards в номинации «Лучшее ТВ Шоу» за «Лигу Джентльменов»
- 2002 — BAFTA в области телевидения в номинации «Лучшее комедийное шоу»
- 2009 — British Comedy Award for The Best New Comedy Programme «Psychoville»
- 2011 — British Comedy Award for the «Best Comedy Drama» «Psychoville»
- 2012 — BAFTA Best New Comedy «Psychoville»
- BAFTA World Media Festival Rockie Awards «Inside No.9»
- 2016 — Rose d’Or «Inside No.9»
- 2016 — BAFTA сериал «Happy Valley» с участием Стива и Сары Ланкашир был награждён как «Лучший драматический сериал»

#### Номинации
- 2014 — British Comedy Awards for the Best New Comedy Programme «Inside No.9»
- 2015 — British Comedy Television Craft Award for Writer-Comedy
- Премия BAFTA в номинации «Лучшая мужская роль» «Happy Valley»